# Die Schmach des Vergessens
Die Schmach des Vergessens (Originaltitel: Never Forget) ist ein US-amerikanisches Drama von Joseph Sargent aus dem Jahr 1991 mit Leonard Nimoy und Dabney Coleman in den Hauptrollen.
Der Film basiert auf einer wahren Begebenheit, die in den 1980er Jahren in den Vereinigten Staaten stattgefunden hat.

## Handlung
Mel Mermelstein ist ein Jude ungarischer Abstammung, der als einziger seiner Familie den Holocaust überlebte. Nach dem Krieg wanderte er in die Vereinigten Staaten und lebt seitdem in Kalifornien. Dort hat er eine Familie und ein Unternehmen im Laufe der Zeit gegründet. Parallel dazu macht er auch Vorträge über den Holocaust und gegen das Vergessen dieses Ereignisses, wobei er auch neben seinem Haus einen Schrein gebaut hat über das Geschehene. Dies tut er, weil er es seinem Vater versprach, bevor er Opfer des Holocausts wurde.
Eines Tages wird er von einer rechtsgerichteten Organisation, dem Institute for Historical Review, das den Holocaust leugnet, aufgefordert, Beweise für die Vernichtung der Juden zu liefern. Dabei versprechen sie ihm 50.000 Dollar, sollte er solche Beweise vorlegen können. Obwohl ihm jüdische Organisationen davon abraten, die Provokation anzunehmen, beschließt er, sich zur Wehr zu setzen und mit Hilfe des irischen Anwalts William Cox erreicht er schließlich mit einem legalen Trick, dass die Angelegenheit vor Gericht gebracht wird.
Dort erreicht Mel nach einer erbitterten Konfrontation mit dieser Organisation, dass der Holocaust als Tatsache vor den amerikanischen Gerichten anerkannt wird. Er erreicht ebenfalls, dass die Organisation später Schadensersatz ihm gegenüber leistet und sich bei ihm und anderen wie ihn gegenüber entschuldigt. Dennoch vertreten weiterhin das Institute for Historical Review und andere rechtsgerichtete Organisationen, dass der Holocaust eine Lüge ist, was ebenfalls weiterhin hervorgehoben wird. Deshalb geht die Konfrontation wegen dieses Themas trotz allem weiter.

## Kritik
„Ein in der Hauptrolle beeindruckend gespieltes (Fernseh-)Dokudrama, das sich engagiert gegen Rassismus und Geschichtsklitterung richtet.“

„Ungewöhnlicher, sehr subtiler Holocaustfilm“